# Kudyny
Kudyny (niem. Komthurhof) – przysiółek osady Zielno w Polsce, położony w województwie warmińsko-mazurskim, w powiecie elbląskim, w gminie Pasłęk.
Kudyny wchodzą w skład sołectwa Kronin.
W latach 1975–1998 przysiółek administracyjnie należał do województwa elbląskiego.
Obecnie w miejscowości nie ma zabudowy.